# Paul Dissard
Pour les articles homonymes, voir Dissard.
Paul Dissard, né le 1er septembre 1852 à Lyon et mort le 12 décembre 1926 dans la même ville est un historien de l'art français, spécialiste de la civilisation gallo-romaine. Épigraphiste et conservateur aux Musées de Lyon, il a contribué de compagnie avec son aîné Auguste Allmer à faire évoluer une science balbutiante en la confrontant aux preuves archéologiques et en constituant une documentation de référence.

## Biographie

### Adjoint d'Allmer (1877-1879)

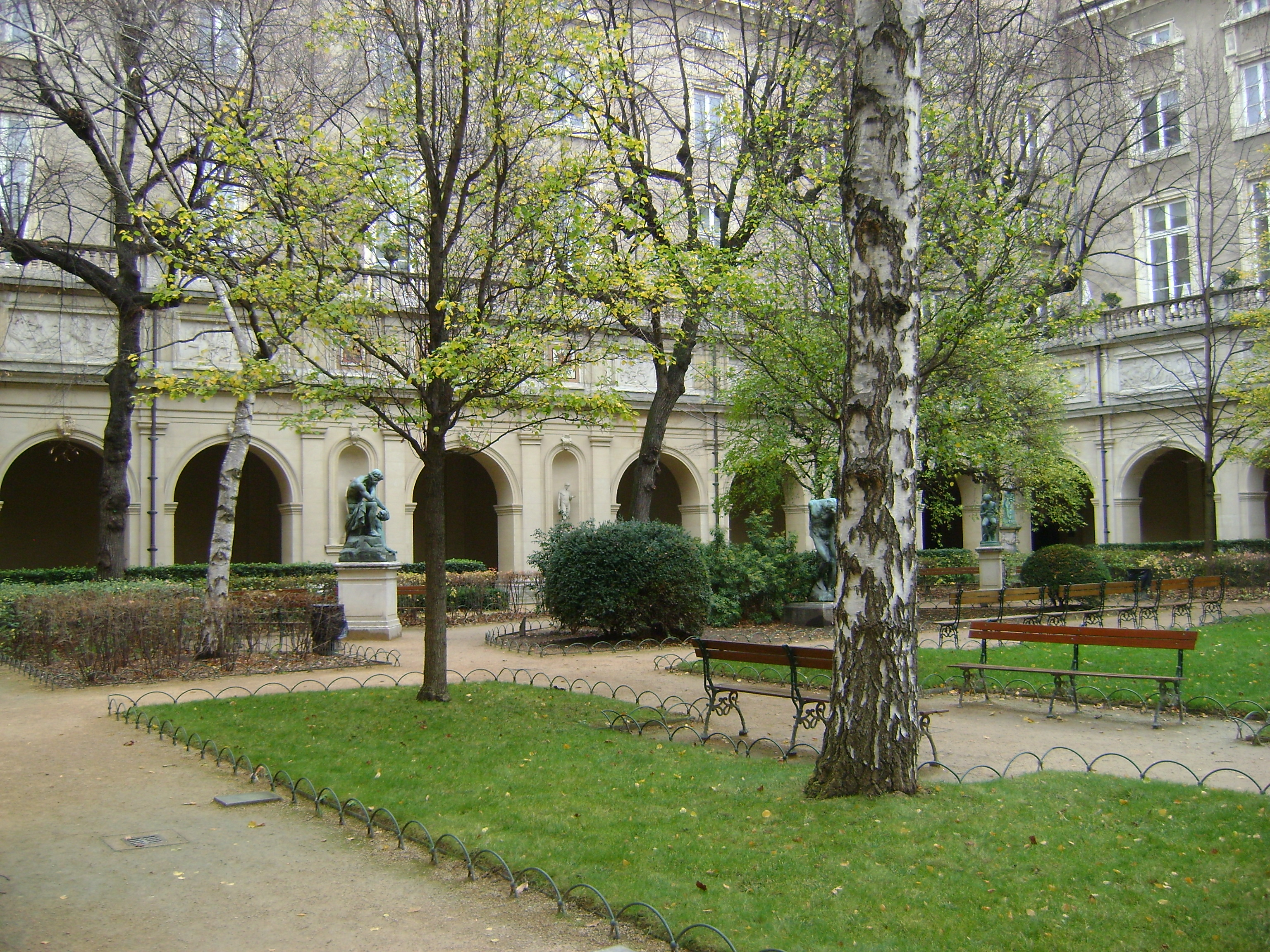
Cloître du palais Saint-Pierre, bureau de Paul Dissard durant toute sa carrière à Lyon. Le Musée épigraphique conserve la plus importante collection de France, considérablement enrichie par Paul Dissard.

Jeune diplômé, Paul Dissard est nommé le 26 avril 1877 directeur des collections de peinture et de sculpture modernes auprès du peintre Joseph Guichard. Celui-ci dirige le département de peinture, sculpture, gravure et dessins des Musées de Lyon, instance municipale dont la pièce maîtresse est le musée des Arts. Le Musée est alors engagé dans des travaux de restructuration. L'ancien réfectoire de l'abbaye qu'il occupe est aménagé en Musée des sculptures.
Un an et demi plus tard, le 25 novembre 1878, Paul Dissard est nommé dans le même établissement conservateur adjoint auprès d'Auguste Allmer. Celui-ci est nommé simultanément conservateur du département archéologie et semble jouer un rôle d'une sorte d'éraste. Auguste Allmer est alors engagé dans une querelle, par revues interposées, avec un autre couple de savants, Ambroise Comarmond et Alphonse de Boissieu, au sujet de la localisation des monuments de Lugdunum, en particulier de l'amphithéâtre des Trois Gaules, identifié en 1858 par Edmé-Camille Martin-Daussigny sur un site mis au jour en 1820.
En fait, Paul Dissard, tout en continuant sa fonction précédente, reçoit la charge d'un nouveau département épigraphie, numismatique, sigillographie, amené à apporter par l'archéologie des preuves textuelles à une Antiquité gallo-romaine jusqu'alors éclairée par la seule littérature latine. À partir d'un fonds existant déjà riche, il donnera à ce troisième musée un développement de premier ordre qui ne sera compris que bien après la mort de son créateur grâce aux publications de Jean Tricou et Louis Chaurand.
Il correspond avec de multiples sociétés savantes, adhère à certaines. Dès juillet 1879, il est admis parmi les cent cinquante membres étrangers de la Société royale de numismatique de Bruxelles.

### Conservateur des Antiques (1880-1886)
Le 24 février 1880, il succède à Auguste Allmer, nommé conservateur honoraire, au poste de conservateur du département unifié archéologie et épigraphie antique. Il devient la même année membre du cercle de notables qu'est la Société Littéraire, Historique & Archéologique de Lyon qui édite la luxueuse Revue Lyon et dont il assurera à partir de 1885 le secrétariat puis la vice-présidence. Il dispose des budgets du banquier et conseiller municipal conservateur Édouard Aynard pour faire des acquisitions lors des ventes aux enchères et auprès d'antiquaires de Paris, Rome, Florence... En privé, il sera reproché à Dissard et Allmer d'avoir vendu au musée Guimet, musée privé appartenant à l'industriel Émile Guimet qui ne sera transféré de Lyon à Paris qu'en 1889, les pièces les plus remarquables des fouilles conduites par les archéologues à Brion.
Financés par l'Académie des inscriptions et belles-lettres, Allmer et Dissard publient ensemble les résultats des fouilles préventives ordonnées en 1885 et 1886 pour la construction de la ligne de chemin de fer de Lyon et Vaugneray. La publication est une synthèse de l'archéologie de Lugdunum qui leur est l'occasion de délivrer, dans la lignée d'Ernest Renan, des arguments géographiques au sujet de la localisation du Sanctuaire Fédéral et du cirque antique. La querelle avec Comarmond et Boissieu prend une tournure quasiment politique quand les religieuses de Fourvière, égarées par un des archéologues, s'improvisent fouilleuses et revendiquent le lieu, partant l'authenticité du martyre de sainte Blandine.
Le 14 juillet 1885, Paul Dissard est élevé au titre d'officier d'Académie.

### Conservateur du Palais des Arts (1887-1897)
Le 26 avril 1887, Paul Dissard succède au peintre de fleurs Jean-Marie Reignier, décédé, au poste de conservateur des Musées de Peinture et Sculpture. Il cumule ce poste avec celui qu'il occupe au département archéologie et épigraphie antique et devient un des deux seuls conservateurs du musée, au côté de Jean-Baptiste Giraud, qui avait été nommé à la direction du département archéologie du Moyen Âge et de la Renaissance en 1878, en même temps que lui-même devenait conservateur en second.
Concrétisant un projet pour lequel Émile Guimet l'avait sollicité cinq ans plus tôt, il procède dès l'année suivante à une réorganisation des salles faisant place à la sculpture moderne. À l'occasion d'une donation, il récidive trois ans plus tard en faveur de la peinture contemporaine. Cependant, de 1888 à 1893, il publie avec Auguste Allmer une somme, le premier catalogue raisonné d'épigraphie de la capitale des Gaules, pour lequel Les auteurs reçoivent le premier prix de l'Académie des inscriptions. Ceux-ci, bons perdants, y établissent qu'il y avait bien deux amphithéâtres, un repéré depuis le XVIIIe siècle à Lugdunum même, l'autre identifié en 1858 à Condate par leur rival Daussigny. Sans doute par sympathie pour un parti catholique servi par la chronologie, ils soutiennent toutefois que c'est dans le premier, le théâtre antique de Fourvière, et non dans le second, l'amphithéâtre des Trois Gaules, que sainte Blandine a subi le martyre.
En 1894, Paul Dissard participe à l'Exposition universelle, internationale et coloniale qui se tient à Lyon. En tant que conservateur, il prête des statues pour orner les jardins. Fin février, il est du comité d'accueil de la Commission algérienne, invitée par la Chambre de Commerce à une revue.
Le 22 février 1897, Antoine Gailleton, maire de Lyon non élu, décide la prise en main par la municipalité de l'administration et de l'orientation esthétique du Musée en instaurant sous sa présidence une commission consultative de surveillance composées de membres choisis par lui. Une place plus grande sera faite à l'École de Lyon, notamment en 1901 pour Puvis de Chavannes et en 1905 pour Seignemartin.

### Épigraphiste (1898-1919)
En novembre de la même année 1897, Paul Dissard fait l'acquisition pour les Musées de Lyon d'une des plus importantes découvertes archéologiques de l'Antiquité celtique, le calendrier de Coligny et la statue réduite en pièces d'un dieu qui l'accompagne. Il confie à un spécialiste, A. André, le soin de ressouder les éléments de la statue, qui ressemble à un Lug martial, divinité éponyme de Lugdunum. Elle est aujourd'hui dressée au Musée gallo-romain sur la colline de Fourvière. Deux semaines intenses sont nécessaires au conservateur pour reconstituer le calendrier de bronze fragmenté en dizaines de morceaux et lui permettre de porter immédiatement ses observations, auxquelles les études ultérieures n'ajouteront guère plus.
En 1899, il termine le catalogue des peintures et sculptures modernes du Musée des Arts. Comme tous les principaux conservateurs de musée mis à contribution, il participe au comité scientifique de l'Exposition centennale de l'art français qui préface en 1900 au Grand palais de l’Élysée l'Exposition universelle.
En 1908, à fin d'enrichir la documentation du médailler, il trie les éléments de la correspondance numismatique de feu Henry Morin-Pons. En 1910, après le décès de son collègue Jean-Baptiste Giraud, il expertise et sélectionne les objets d'art de la donation testamentaire de celui ci.
Paul Dissard prend sa retraite aux lendemains de la Grande guerre, cédant au seul Henri Focillon la direction de l'établissement engagé dans une muséologie sans cesse en progrès et une nouvelle modernisation. Après sa mort, les mil neuf cent quatre-vingt-cinq exemplaires de sa bibliothèque personnelle sont dispersés aux enchères.

## Publications

### Articles
- Quelques médailles romaines inédites, Gobbaerts, Bruxelles, 1880, 7 p.
- Jetons des Compagnies de chevaliers - Tireurs de Lyon au XVIIIe siècle, 7 p., in Lyon-Revue no 2, A. Storck impr., Lyon, juillet 1880.
- Notice sur la confrérie des Pénitents de Notre-Dame du Confalon, in Lyon-Revue no 6, 7, 8, 10 & 11, A. Storck impr., Lyon, décembre, janvier, février, avril et mai 1881.
- Épigraphie lyonnaise - Inscriptions funéraires de la rue de Trion, 7 p, in Lyon-Revue no 21, A. Storck impr., Lyon, 30 septembre 1882.
- Avec A. Vingtrinier, Épigraphie lyonnaise. Inscriptions funéraires de la Rue de Trion. Lettre au sujet de deux inscriptions lyonnaises du Musée de Lyon, collect° Opuscules lyonnais no 4, H. Georg, Lyon, 1883, 23 p.
- Avec E. Espérandieu, Ain - Calendrier de Coligny, Saint-Maixent, 1898.
- Additions et corrections au texte de l'inscription gauloise trouvée à Coligny (Ain), Imprimerie nationale, Paris, Lyon, 1898, 48 p.
- Paul Dissard, « Quatre inscriptions latines découvertes à Lyon », Comptes rendus des séances de l'Académie des Inscriptions et Belles-Lettres, 48e année, no 4,‎ 1904, p. 446-449 (lire en ligne).
- Epigraphie, in coll. "Comité local du Congrès de Lyon 1906 - Association française pour l'avancement des sciences", Les Musées de Lyon, pp. 36–49, A. Rey & cie. impr., Lyon, 1906.
- Coll., Histoire des églises et chapelles de Lyon, Librairie Roux & H. Lardanchet, Lyon, 1908 & 1909, 2 vol.

### Catalogues raisonnés
- Avec A. Allmer, Trion : antiquités découvertes en 1885 et antérieurement au quartier de Lyon dit de Trion, Association typographique, Lyon, 1887,
  - réed. Baillière, Paris, 1898, 2 vol.
- Les inscriptions antiques du musée de Lyon, L. Delaroche & cie., Lyon, 1888-1893, 5 vol., 2237 p.
- Peinture moderne, in Catalogue sommaire des musées de la Ville de Lyon, Musée des Arts, Lyon, 1899.
- Sculpture moderne, in Catalogue sommaire des musées de la Ville de Lyon, Musée des Arts, Lyon, 1899.
- Catalogue des plombs antiques - Collection Récamier : sceaux, tessères, monnaies, objets divers., Rollin, Paris, 1905, 328 p.
- Les musées de Lyon : peinture, sculpture, art antique, épigraphie, sigillographie, Moyen Âge, Renaissance, Lyon, 1906,
  - réed. Le Musée de Lyon. Les peintures, H. Laurens, Paris, 1912, 72 p.
  - réed. 1923,
  - réed. Nabu Press, Charleston (Caroline du Sud), mai 2010.